# SV Kirchbichl
Der SV Kirchbichl ist ein österreichischer Fußballverein aus der Gemeinde Kirchbichl im Bezirk Kufstein in Tirol und wurde 1990 gegründet. Die Unterinntaler waren 1998 in der Regionalliga vertreten. Die Kampfmannschaft spielt derzeit (Saison 2019/2020) in der Tiroler Liga.

## Geschichte
Nach dem 2. Weltkrieg spielte der Allgemeine Turnverein Kirchbichl in der Gruppe Unterland und belegte mit null Punkten den letzten Platz. 1957 stieg der Vorgängerverein des heutigen SV Kirchbichl in die Landesliga Tirol, eine Liga der damaligen dritten Leistungsklasse Österreichs, auf und wurde Vorletzter in der Saison 1957/58.
Drei Jahre später befanden sich die Unterländer in der Landesliga Tirol und stiegen als Letzter ab. Doch sie spielten 1964/65 wieder in der Landesliga Tirol und verblieben dort bis zur Saison 1974/75. Erst 1981 schaffte der Sportverein wieder den Sprung in die Tiroler Landesliga und konnte sich bis Ende der 1980er Jahr dort etablieren.
Nach der Saison 1989/90 beschlossen die Verantwortlichen am 27. August 1990, den SV Kirchbichl neu zu gründen. Dem Verein wurde die Landesliga Ost zugeteilt und er belegte den 11. Platz. 1994 feierte man den Meistertitel in der Landesliga Ost, zwei Jahre später den Titel in der Tiroler Liga und stieg in die Regionalliga West auf. In der Regionalliga war das Team den anderen Mannschaften unterlegen und stieg prompt wieder in Tiroler Liga ab. Da der SV Axams 2000 auf den Aufstieg in die Regionalliga West verzichtete, ergriffen die Kirchbichler die Möglichkeit, in die höhere Liga aufzusteigen. Es fehlten acht Punkte, um den Klassenerhalt zu schaffen, und so stieg man wieder in die Tiroler Liga ab.
2003 erfolgte der Abstieg in die Landesliga Ost. Drei Jahre später, 2006, schaffte der Verein den Aufstieg in die Tiroler Liga, in der die Unterinntaler bis heute spielen.

## Bekannte Spieler
- Tobias Anselm
- Marco Friedl
- Mathias Perktold
- Wolfgang Spanring

## Titel und Erfolge
- 2 × Drittligateilnahme (Regionalliga West): 1997/98, 2000/01
- 1 × Meister der Tiroler Liga: 1997